# Búðardalur

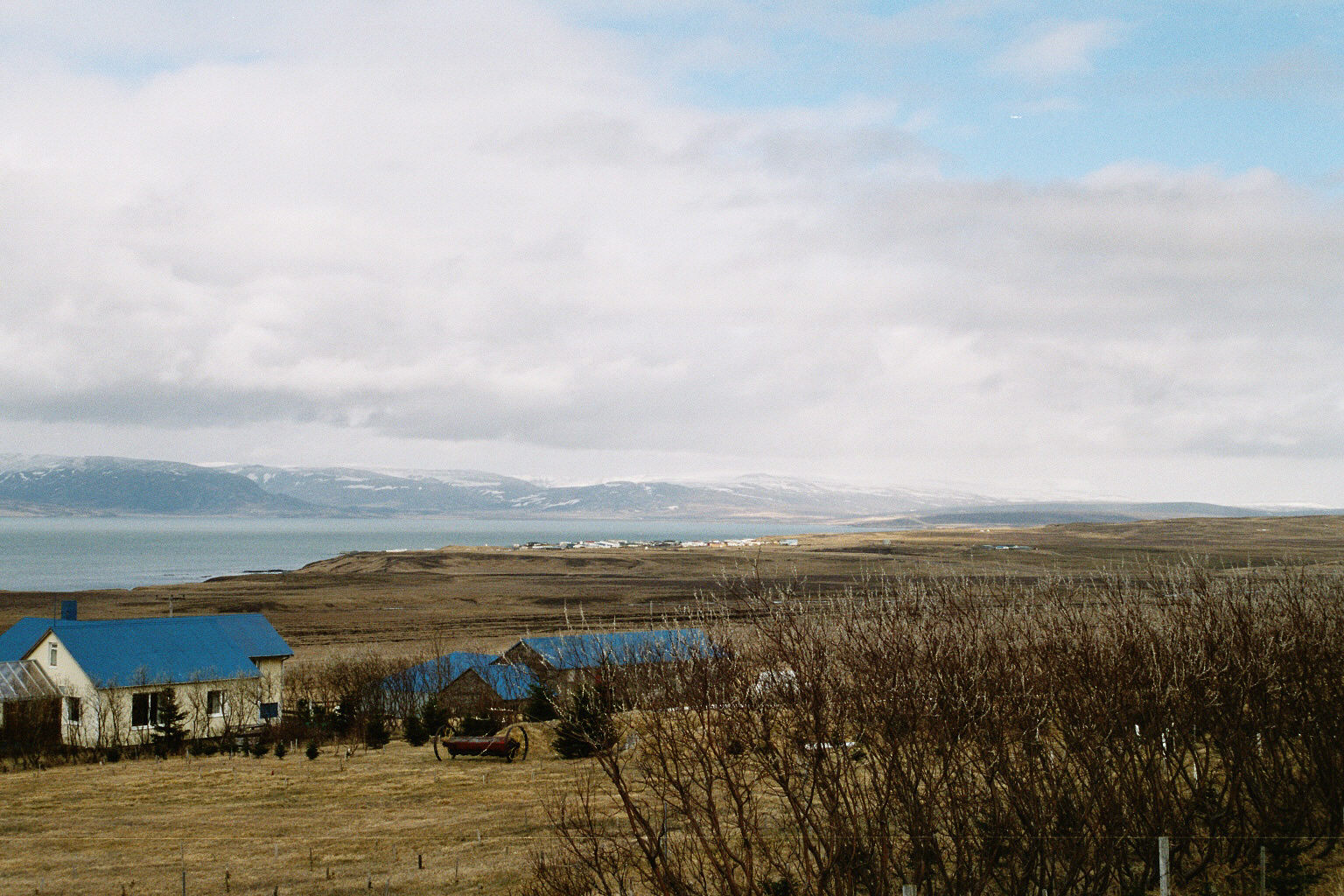
Búðardalur med Hvammsfjörður i bakgrunden.

Búðardalur är en by som ligger vid fjorden Hvammsfjörður i kommunen Dalabyggð på nordvästra Island. Byn hade 269 invånare år 2019. I Búðardalur finns friluftsmuseet Eiríksstaðir.